# Filip 4. af Makedonien
Filip 4. (? – 297 f.Kr.) var konge af Makedonien i 297 f.Kr. efter faderen Kassander.
Filip 4. var søn af kong Kassander og dronning Thessalonika, en halvsøster til Alexander den Store. Han nåede kun at regere som konge af Makedonien i ganske kort tid før sin tidlige død. Han blev efterfulgt af sine yngre brødre Antipater 2. og Alexander 5.